# 力生廣場

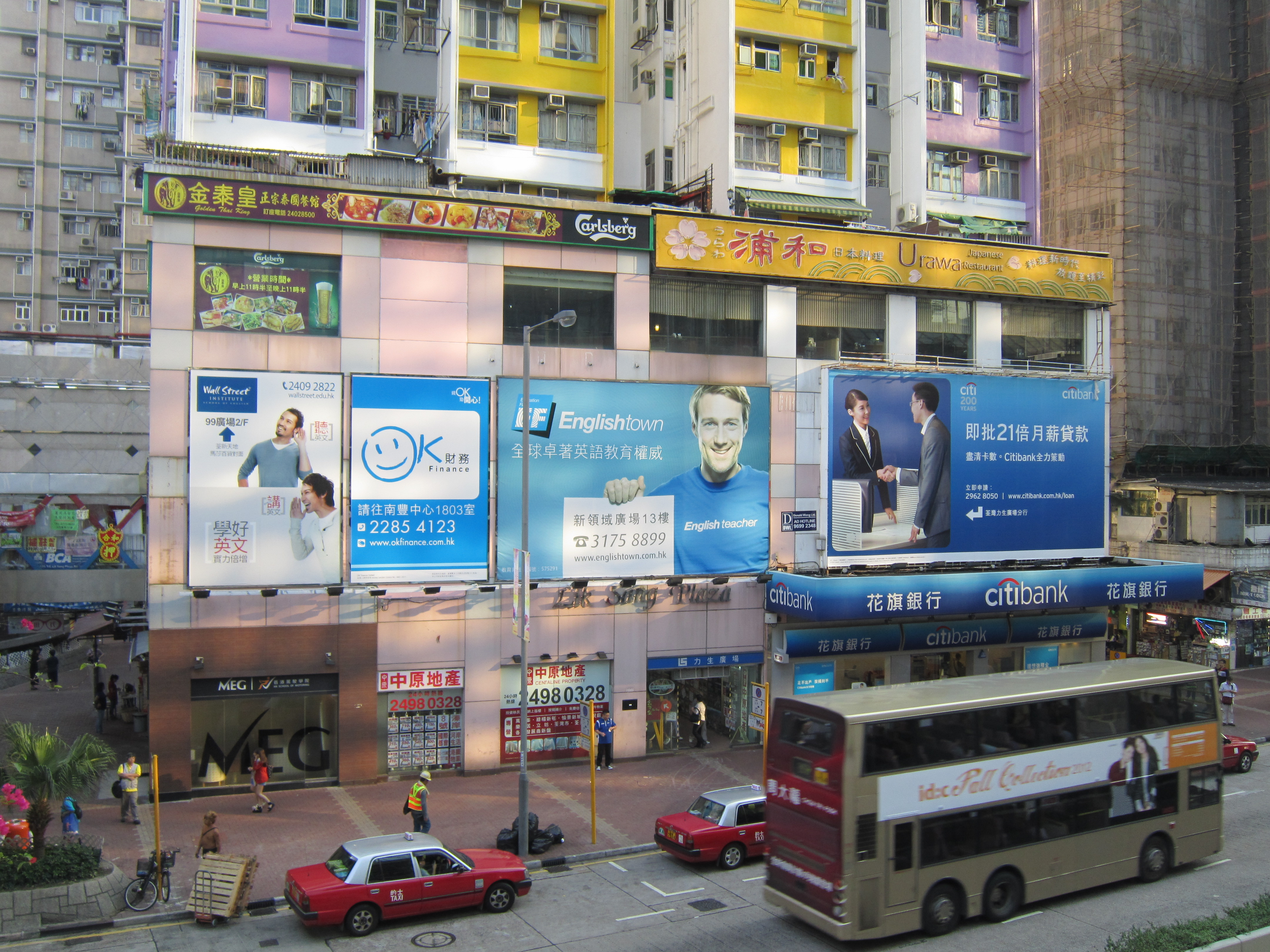
力生廣場外觀

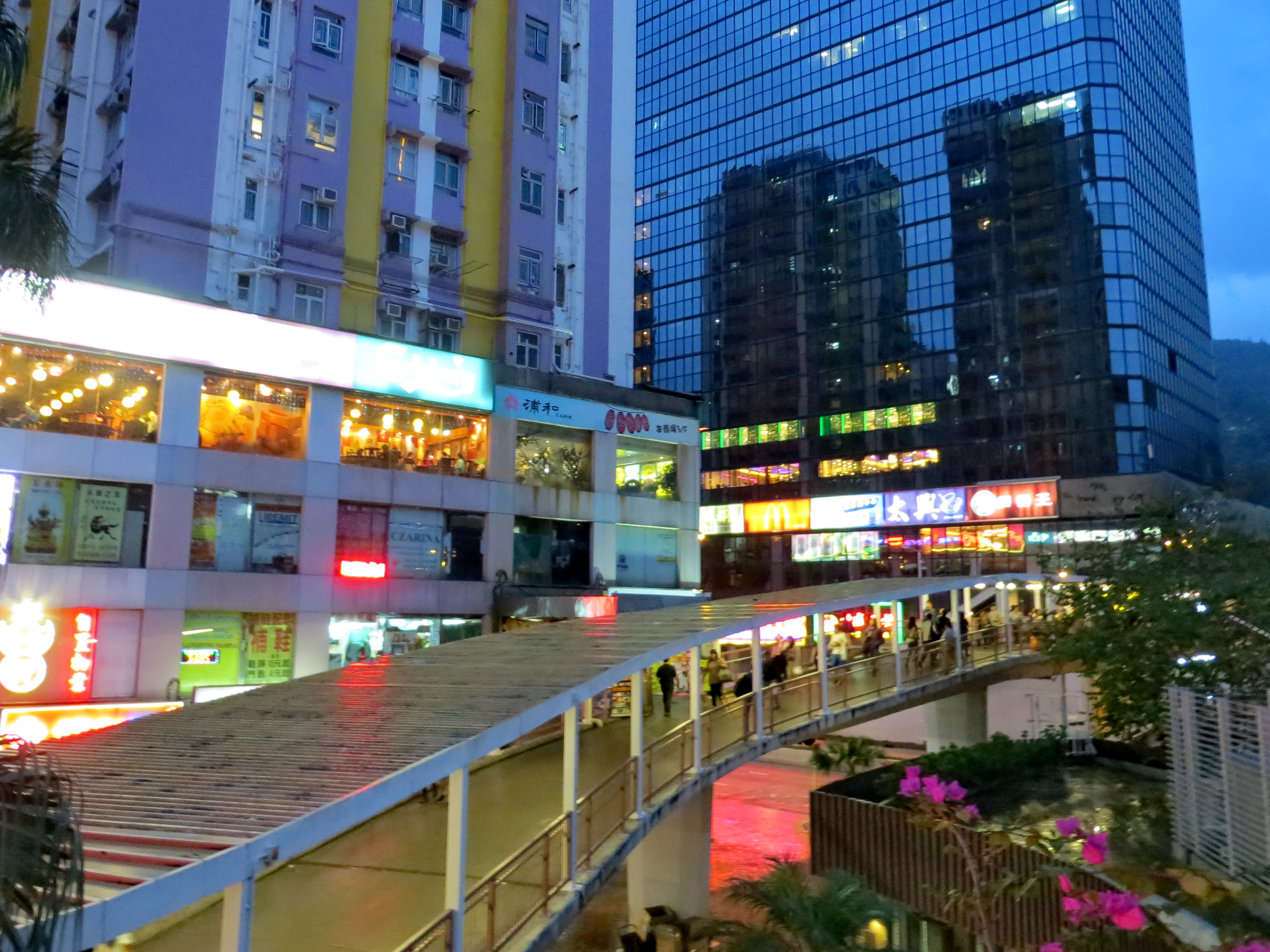
力生廣場（左），南豐中心（右）和荃灣行人天橋網絡。

力生廣場（英語：Lik Sang Plaza）是一個位於香港荃灣區的二手貨香港商場，是區內著名的外佣食品、服務集中地，原址前身為荃灣河背村。另外還有美容美甲的店舖，平日人流一般，星期六日成為外佣的集中地。
其上層是住宅，名為富裕樓，1973年入伙，19層高，頂樓稱為22樓，無跳層(有第13及14樓等)，一層4伙，共150伙單位，分為Block A幢及Block B幢。地址:青山公路荃灣段269號，
近2019年，力生廣場連接天橋被揭發有倒塌危機，屋宇署到該處檢查，並將外牆圍封，但基於管理處問題，維修工程於2021年才展開。
另外，商場內扶手電梯日久失修，導致扶手電梯被迫停止運作，目前管理處並未作任何措施。

## 鄰近
- 香港紅十字會輸血服務中心
- 荃灣行人天橋網絡
- 荃灣站
- 南豐中心